# Гробница киберлюдей
Гробница киберлюдей (англ. The Tomb of the Cybermen) — первая серия пятого сезона британского научно-фантастического телесериала «Доктор Кто», состоящая из четырёх эпизодов, которые были показаны в период с 2 по 23 сентября 1967 года. Серия полностью сохранилась в архивах Би-би-си.

## Сюжет
На планете Телос археологическая экспедиция находит скрытый ход в горе. Неподалёку приземляется ТАРДИС, и к экспедиции присоединяются Доктор, Джейми и Виктория. Пэрри, начальник экспедиции, рассказывает, что они собираются найти останки кибелюдей, которые предположительно вымерли пять столетий назад. Экспедицию финансирует Кэфтан, с которым также ходят её коллега Клиг и слуга-гигант Тобермен. Один из членов экспедиции умирает от удара током, попытавшись открыть дверь, но вся компания всё же входит в пещеру. Они находят панель управления и большой запечатанный люк. Перри и Клиг пытаются открыть его, а Тобермен ускользает.
Оставшиеся члены экспедиции начинают расследование. Виктория и Кэфтан входят в комнату с углублением в стене наподобие саркофага, которое возможно используется для восстановления сил киберлюдей. Виктория с любопытством заглядывает внутрь, и Кэфтан запирает её там, пытаясь активировать проектор, направленный на саркофаг, но Доктор её освобождает, подозревая о виновности Кэфтан. Тем временем, Хейдон и Джейми экспериментируют с панелью в другой комнате; в результате выезжает киберчеловек и выстреливает ружьё, убивая Хейдона. Доктор обнаруживает, что это не настоящий киберчеловек, а просто комната тестов оружия.
Снаружи Тобермен сообщает Кэфтан, что «всё готово». Капитан Хоппер, пилот экспедиции, возвращается и со злостью сообщает, что кто-то сломал корабль, и они не могут покинуть планету пока не кончится ремонт. Они наконец-то открывают люк, и мужчины спускаются вниз, оставляя Викторию и Кэфтан наверху. Они находят просторную пещеру с множеством ячеек с замороженными киберлюдьми. В центре управления Кэфтан усыпляет Викторию и открывает люк. Внутри гробницы Клиг активирует панель, и лёд начинает таять. Вайнер пытается его остановить, но Клиг убивает его, и киберлюди возрождаются. Клиг рассказывает, что он и Кэфтан принадлежат к Братству логиков, которые проповедуют превосходство интеллекта над силой. Он верит, что киберлюди будут с ним сотрудничать в благодарность за своё оживление.
Виктория просыпается и сталкивается с Кэфтан, которая угрожает застрелить её, если та откроет люк. Просыпается маленький металлический кибермат и атакует Кэфтан, оставляя её без сознания. Виктория хватает пистолет Кэфтан и убивает кибермата. Не зная, какой рычаг открывает гробницу, она идёт искать Хоппера. Внизу гробницы, киберлюди освобождают из клетки своего лидера, кибер-контроллера. Когда Клиг выходит потребовать награду за их возрождение, кибер-контроллер ломает ему руку, провозглашая: «Ты принадлежишь нам, ты должен быть как мы». Доктор понимает, что гробница — ловушка: киберлюди ждали пока к ним не прилетит достаточно умный разум, чтобы их освободить. Экспедиция будет превращена в киберлюдей для приготовления к новому вторжению на Землю. В центре управления Хоппер и Каллум находят нужный рычаг, Хоппер спускается в гробницу и отвлекает киберлюдей дымовыми гранатами, и почти все, кроме Тобермена, руки которого теперь кибернетизированы, убегают.
Клига и Кэфтан запирают в тестовой комнате, чтобы те не мешали обдумыванию курса действий. Но Клиг вынимает их стены лазерное оружие, которое он называет киберпушкой, чтобы заставлять киберлюдей им подчиняться. Киберлюди посылают группу киберматов, и те атакуют Доктора, Джейми, Викторию и членов экспедиции, но Доктор их спасает. Клиг и Кэфтан отступают, и Клиг стреляет из лазера в направлении Доктора, но лишь ранит Каллума. Он открывает люк и вызывает кибер-контроллера. Последний поднимается в компании Тобермена, частично кибер-конвертированного и находящегося под контролем кибер-контроллера. Контроллер двигается медленно: его энергия падает, и ему нужно подзарядиться; многие киберлюди вернулись в камеры для сохранения энергии. Клиг говорит, что он позволит кибер-контроллеру подзярядиться, если киберлюди помогут ему завоевать Землю, и тот соглашается. Доктор запирает контроллера в саркофаге, но тот вырывается, так как слишком силён. Тобермен вырубает Клига, и контроллер берёт его оружие. Кэфтан пытается его пристрелить, но обычное оружие не имеет никакого эффекта, и её убивают.
Смерть Кэфтан и призывы Доктора выводят Тобермена из контроля. Он борется с контроллером, и швыряет его в панель управления, убивая его. Доктор хочет убедиться, что киберлюди больше не угрожают, и спускается в гробницу с Тоберменом. Клиг приходит в сознание, тихо забирает киберружьё и воскрешает киберчеловека снова. Тобермен борется и убивает его, ломая его дыхательный аппарат, а Джейми и Доктор снова замораживают остальных.
Хоппер и команда чинят корабль, а Доктор перекоммутирует управление станцией, и теперь ей нельзя воспользоваться. Он вновь электрифицирует дверь, а также панель и рычаги. Контроллер, всё ещё живой, ползёт за ними, Все пытаются закрыть дверь с помощью изоляционных опор, но контроллер слишком силён. Тобермен отталкивает всех и голыми руками закрывает двери, замыкая собой цепь и погибая вместе с контроллером.
Доктор и друзья прощаются с экспедицией, и, готовясь улететь, Джейми спрашивает: в последний раз ли они видят киберлюдей? На что Доктор отвечает: «Я никогда не любил делать предсказания». Как только они уходят, одинокий кибермат направляется к трупу Тобермена.

## Трансляции и отзывы
| Эпизод            | Дата показа      | Продолжительность | Телезрители (в миллионах) | Archive  |
| ----------------- | ---------------- | ----------------- | ------------------------- | -------- |
| «Эпизод 1»        | 2 сентября 1967  | 23:58             | 6                         | 16mm t/r |
| «Эпизод 2»        | 9 сентября 1967  | 24:44             | 6,4                       | 16mm t/r |
| «Эпизод 3»        | 16 сентября 1967 | 24:14             | 7,2                       | 16mm t/r |
| «Эпизод 4»        | 23 сентября 1967 | 23:22             | 7,4                       | 16mm t/r |
| [ 1 ] [ 2 ] [ 3 ] |                  |                   |                           |          |